# Estación de La Tour-de-Peilz
La estación de La Tour-de-Peilz es la principal estación ferroviaria de la comuna suiza de La Tour-de-Peilz, en el Cantón de Vaud.

## Historia y situación
La estación La Tour-de-Peilz fue inaugurada en el año 1861 con la puesta en servicio del tramo Lausana - Villeneuve de la línea Lausana - Brig, más conocida como la línea del Simplon.
Se encuentra ubicada en el centro del núcleo urbano de La Tour-de-Peilz, cuenta con dos andenes laterales a los que acceden dos vías pasantes.
En términos ferroviarios, la estación se sitúa en la línea Lausana - Brig. Sus dependencias ferroviarias colaterales son la estación de Vevey hacia Lausana, y la estación de Burier en dirección Brig.

## Servicios ferroviarios
Los servicios ferroviarios de esta estación están prestados por SBB-CFF-FFS:

### Regional
- R Lausana - San Mauricio. Sólo un tren por sentido en día laborables.

### RER Vaud
La estación forma parte de la red de trenes de cercanías RER Vaud, que se caracteriza por trenes de alta frecuencia que conectan las principales ciudades y comunas del cantón de Vaud. Por ella pasan dos líneas de la red:
- S 1 Yverdon-les-Bains - Lausana - Vevey - Montreux - Villeneuve.
- S 3 Allaman - Morges - Lausana - Vevey - Montreux - Villeneuve.